# The King & Eye
The King & Eye è un album in studio del gruppo di musica sperimentale statunitense The Residents, pubblicato nel 1989.
Si tratta di un album tributo a Elvis Presley.

## Tracce
1. Blue Suede Shoes
2. The Baby King Part 1
3. Don't Be Cruel
4. Heartbreak Hotel
5. All Shook Up
6. Return to Sender
7. The Baby King Part 2
8. Teddy Bear
9. Don't Be Cruel
10. Stuck on You
11. Big Hunk o' Love
12. A Fool Such As I
13. The Baby King Part 3
14. Little Sister
15. His Latest Flame
16. Burning Love
17. Viva Las Vegas
18. The Baby King Part 4
19. Love Me Tender
20. The Baby King Part 5
21. Hound Dog